# 楚科奇文学
楚科奇文学一般指俄罗斯远东地区的少数民族楚科奇人的文学。楚科奇人传统上从事畜牧业，长期没有文字。直1932年弗·格·博戈拉兹出版了识字课本《红色识字课本》，这标志着楚科奇语书面文字的创立。博戈拉兹、特·兹·谢穆什金和尼·叶·顺季克等人的影响下，楚科奇人的作家文学开始出现。在这些创作中，楚科奇民族的历史、自然和人民占据着中心位置。
20世纪50至60年代，涌现了一批重要的楚科奇作家：散文作家尤·雷特海乌（Ю. Рытхэу，1930-2008）和弗·亚特格尔恩（В. Ятыргин，1919-1973），诗人弗·克乌尔库特（В. Кеулькут，1929—1963）、阿·克梅特瓦尔（А. Кымытваль，1938-2015）、弗·特梅涅图夫格（В. Тымнетувге，1935—1965）、米·瓦利吉尔金（М. Вальгиргин，1939-1978）、弗·特梅涅斯金（В. Тынескин，1945-1979）等。
雷特海乌的创作在国内外都有一定影响，翻译成了多种欧洲语言。他写有短篇小说集《我们海岸上的人们》（1953年）、三部曲《冰雪消融的时节》（1958—1967年）、长篇小说《艾万古》（1964年）、《雾起时分的梦》（1969年）、《门前的寒霜》（1970年）、《投掷鱼叉的女人》（1971年）以及诗歌、剧本等作品的作者。在这些作品中，他反思本民族的历史，展现楚科奇社会变革和文化觉醒的过程。亚特格尔恩在其自传体中篇小说《命运不宠溺男人》（1967年）中则探讨了青年人的教育主题。
克乌尔库特属于首批楚科奇诗人，他著有《我的楚科奇》（1958年）、《雨无妨》（1963年）、《阳光照耀楚科奇》（1966年）等；克梅特瓦尔出版了诗集《心之歌》（1960年）、《献给你》（1967年）、《聆听音乐》（1972年）等。他们的诗歌情感真挚，富有音乐性。瓦利吉尔金和特梅涅斯金的诗歌则歌颂了革命事业。